# Зубова, Антонина Михайловна
Антонина Михайловна Зубова (29 апреля 1928 ― 9 апреля 2014) ― советский и российский педагог, учитель, участник трудового фронта в годы Великой Отечественной войны, заслуженный учитель РСФСР, почётный гражданин города Самары (1999).

## Биография
Родилась 29 апреля 1928 года в селе Глебовка, ныне Башмаковского района Пензенской области в многодетной крестьянской русской семье. Позже вся семья переехала на станцию Пачелма. Отец работал путевым обходчиком, в 1940 году умер от воспаления легких. На фронте пали смертью храбрыхдва старших брата Антонины. В войну наравне со взрослыми она трудилась в совхозе и училась в школе. Награждена медалью «За доблестный труд в Великой Отечественной войне 1941—1945 гг.». 
После войны и послевоенной разрухи она начала трудиться учителем начальной школы в городе Сызрани. Именно здесь стали проявляться её талант педагога и руководителя. С 1948 года она член КПСС. Трудовой путь прошла от простого учителя до директора школы. 
В 1957 году она переходит на работу директором в школу-интернат № 14. Под её руководством учебное заведение стало научной базой Московского НИИ дефектологии. Шла апробация программ и учебников, новых методов и методик работы с детьми с ограниченными возможностями. Этот опыт работы изучался, а затем внедрялся в практическую деятельность школ города и всей страны.
В 1964 году ей присвоено звание «Заслуженный учитель РСФСР», а с 1967 года она работала в должности заведующей отделом образования Куйбышевского горисполкома. До выхода на пенсию, в 1989 году Антонина Михайловна руководила Куйбышевским образованием. За годы её трудовой деятельности на ответственном посту было построено 73 школы, школа-интернат для слепых детей, школы для детей с поражением центральной нервной системы и умственно - отсталых детей, было введено в эксплуатацию 46 пристроек к школьным зданиям, 46 бюджетных детских садов.
Находясь на пенсии, она продолжила педагогическую работу в школе №14 учителем истории, активно участвовала в общественной жизни города. С 1999 года являлась Председателем Консультационного общественного Совета по вопросам образования при Главе городского округа Самара.
В 1999 году решением депутатов Самарской городской Думы удостоена звания "Почётный гражданин города Самары".
Проживала в городе Самаре. Умерла 9 апреля 2014 года.

## Награды и звания
- Орден Трудового Красного Знамени (1978)
- Орден Знак Почёта (1971)
- Медаль ордена "За заслуги перед Отечеством" 2 степени (2007)
- Медаль «За доблестный труд в Великой Отечественной войне 1941—1945 гг.» (1993)
- Медаль «В ознаменование 100-летия со дня рождения Владимира Ильича Ленина» (1970)
- Заслуженный учитель школы РСФСР (1964)
- Отличник просвещения
- Болгарский нагрудный знак «Отличник просвещения» (1978)
- другими медалями

- Почётный гражданин города Самары (1999)